# Lancer du poids masculin à la Ligue de diamant 2010
Navigation
2011
Le concours du lancer du poids masculin de la Ligue de Diamant 2010 s'est déroulé du 14 mai au 27 août 2010. La compétition a successivement fait étape à Doha, Oslo, Rome, Eugene, Stockholm et Londres, la finale se déroulant à Bruxelles. L'épreuve est remportée par l'Américain Christian Cantwell, qui signe cinq victoires en sept meetings.

## Calendrier
| Date           | Meeting                         | Ville     | Pays        |
| -------------- | ------------------------------- | --------- | ----------- |
| 14 mai 2010    | Qatar Athletic Super Grand Prix | Doha      | Qatar       |
| 4 juin 2010    | Bislett Games                   | Oslo      | Norvège     |
| 10 juin 2010   | Golden Gala                     | Rome      | Italie      |
| 3 juillet 2010 | Prefontaine Classic             | Eugene    | États-Unis  |
| 5 août 2010    | DN Galan                        | Stockholm | Suède       |
| 14 août 2010   | Aviva London Grand Prix         | Londres   | Royaume-Uni |
| 27 août 2010   | Mémorial Van Damme              | Bruxelles | Belgique    |

## Résultats
| Date | Meeting   | 1er                             | 1er   | 2e                         | 2e    | 3e                           | 3e    |
| --- | --------- | ------------------------------- | ----- | -------------------------- | ----- | ---------------------------- | ----- |
| 14 mai 2010 | Doha      | Christian Cantwell 21,82 m (WL) | 4 pts | Ralf Bartels 21,14 m       | 2 pts | Reese Hoffa 21,00 m          | 1 pt  |
| 4 juin 2010 | Oslo      | Christian Cantwell 21,31 m      | 4 pts | Dylan Armstrong 21,16 m    | 2 pts | Tomasz Majewski 21,12 m      | 1 pt  |
| 10 juin 2010 | Rome      | Christian Cantwell 21,67 m      | 4 pts | Dylan Armstrong 21,46 m    | 2 pts | Reese Hoffa 21,15 m (SB)     | 1 pt  |
| 3 juillet 2010 | Eugene    | Christian Cantwell 22,41 m (WL) | 4 pts | Dylan Armstrong 21,33 m    | 2 pts | Adam Nelson 21,16 m (SB)     | 1 pt  |
| 5 août 2010 | Stockholm | Christian Cantwell 22,09 m      | 4 pts | Tomasz Majewski 21,01 m    | 2 pts | Cory Martin 20,73 m          | 1 pt  |
| 14 août 2010 | Londres   | Reese Hoffa 21,44 m (SB)        | 4 pts | Tomasz Majewski 21,20 m    | 2 pts | Christian Cantwell 20,78 m   | 1 pt  |
| 27 août 2010 | Bruxelles | Reese Hoffa 22,16 m             | 8 pts | Christian Cantwell 21,62 m | 4 pts | Tomasz Majewski 21,44 m (SB) | 2 pts |
| Records et Performances - AR : Record continental (area record) - CR : Record des championnats (championship record) - MR : Record du meeting (meet record) - NR : Record national (national record) - OR : Record olympique (olympic record) - PR : Record paralympique (paralympic record) - PB : Record personnel (personal best) - SB : Meilleure performance personnelle de la saison (season's best) - WL : Meilleure performance mondiale de l'année (world leader) - WJR : Record du monde junior (world junior record) - WR : Record du monde (world record) Circonstances et Conditions - DNF : N'a pas terminé (did not finish) - DNS : N'a pas pris le départ (did not start) - DQ : Disqualification (disqualification) - NM : Aucun essai valable enregistré (No Mark) - Q : Qualifié « directement » au prochain tour (ou à la prochaine compétition), lors d'une compétition majeure, grâce au classement ou à la réalisation des minima (automatic qualifier) - q : Qualifié au prochain tour (ou à la prochaine compétition), lors d'une compétition majeure, grâce au repêchage ou à la réalisation de l'une des meilleures performances parmi celles des « non qualifiés directement » (grâce au meilleur temps ou à la meilleure distance par exemple) (secondary qualifier) |           |                                 |       |                            |       |                              |       |

## Classement général
| Rang | Athlète                 | Points |
| ---- | ----------------------- | ------ |
| 1    | Christian Cantwell      | 25     |
| 2    | Reese Hoffa             | 14     |
| 3    | Tomasz Majewski         | 7      |
| 4    | Dylan Armstrong         | 6      |
| 5    | Cory Martin Adam Nelson | 1      |